# Осипов, Николай Петрович (писатель)
Николай Петрович Осипов (1751 — 19 (30) мая 1799, Санкт-Петербург) — русский писатель, переводчик, автор множества компилятивных книг и переводов; государственный служащий, служил в Тайной канцелярии.
Наиболее известен как автор ироикомической поэмы «Вергилиева Энеида, вывороченная наизнанку» (1791).

## Биография
По собственным словам, происходил «от отца приказной службы». Получил домашнее образование, затем обучался в пансионе французскому и немецкому языкам, математике, архитектуре.
Поступил в 1769 году на военную службу солдатом в лейб-гвардии Измайловский полк, где в 1771 году произведён в капралы. С сентября 1770 по сентябрь 1771 года посещал кадетскую роту для солдат гвардейских полков при лейб-гвардии Измайловском полку, где преподавались французский и немецкий языки, математика и т. д.
Вместе с Н. А. Львовым, Н. и П. Ермолаевыми, обучавшимися здесь же, решили издавать рукописный журнал «Труды разумных общников». Журнал этот, переименованный сотрудниками на более скромный лад «Труды четырёх общников», стал заполняться с 17 марта 1771 года. Осипов был самым деятельным его сотрудником. Журнал открывался следующим акростихом Осипова, названным им на античный манер «Епиграммой»:
 Во что труды употребить?

 Писать желанье коль имею.

 О муза! тщись в том пособить.

 Люблю тебя, сказать то смею,

 Знать хочешь: делать то на что?

 Увидишь с слов начальных то.
Начальные слова дают нам девиз: «В ползу». Руководимый стремлением к «пользе» и, по-видимому, поощряемый своим товарищем Львовым, Осипов усердно заполнял страницы этого журнала, поместив в нём около сорока стихотворений и несколько прозаических отрывков. Это были преимущественно мелкие стихотворения; среди них много переводов с французского (из Фенелона и Буало) и немецкого (из Геллерта и Каница).
Журналу не суждено было долгое существование. В мае сотрудники перессорились по поводу эпиграммы П. Ермолаева на Львова, на которую Львов отвечал резкой «сатирой». До тех пор журнал заполнялся с промежутками от одного до семи дней (в среднем раз в четыре дня). После литературной перебранки в заполнении журнала наступает перерыв. Он возобновляется после 14 мая (день появления сатиры Львова) только 28 июня и по-видимому продолжается силами одного Осипова. Это единоличное издание журнала не принесло удовлетворения автору, и 22 июля журнал прекратился.
О восхищении личностью Н. А. Львова и о завязавшейся тогда же дружбе свидетельствует акростих Осипова «Соннет» (по вертикали читается: «Николаю Львову»). Из посвящения Львову «Подробного словаря для сельских и городских охотников…» (1791—1792. Ч. 1—2), составленного и отчасти переведённого Осиповым из различных источников, явствует также, что позднее Львов способствовал предоставлению Осипову заказов на переводы и всячески ему покровительствовал.
В 1773 Осипов перешёл в армейский Владимирский пехотный полк в чине прапорщика; в 1779 произведён в подпоручики, в 1781 году по болезни от воинской службы отставлен с награждением чином поручика. Ко времени службы в полку относятся первые литературные занятия Осипова.
После отставки существовал литературным трудом, переводил с французского и немецкого языков (в том числе для П. И. Богдановича). Долгое время не выходило ни одной книги за его подписью и только в 1789 году имя Осипова впервые встречается в числе других переводчиков в русском издании сочинений Фридриха II, короля прусского.

## Дело Радищева и «Путешествие из Петербурга в Москву»

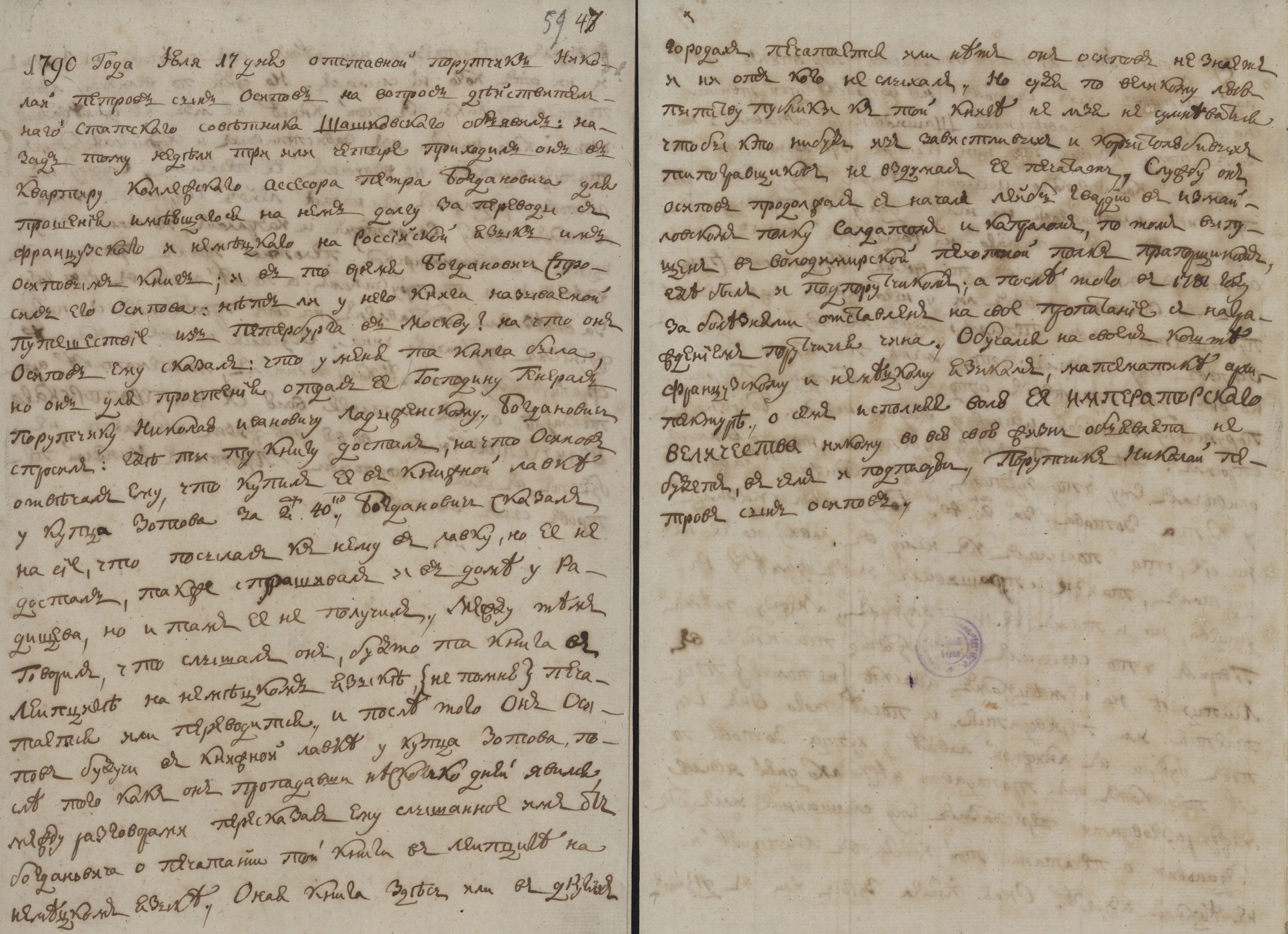
Показания Н. П. Осипова по делу Радищева, автограф 17 июля 1790 год

К 1790 году Осипов жил «у Владимирской, по улице от кабака ведёрного против первого двора Зеленова, в худеньком домике».
Этот год стал переломным в жизни Осипова — вышло в свет «Путешествие из Петербурга в Москву» Радищева. Немедля по приказанию Екатерины II, тайный советник С. И. Шешковский учиняет розыски. Допросы начались с самого Радищева и книгопродавца Герасима Зотова. Книгопродавец среди покупателей «Путешествия» назвал «какого-то сочинителя Николая Петрова». Так как в показаниях Зотова этот сочинитель фигурировал несколько раз, Екатерина приказала его разыскать и допросить. Николаем Петровым оказался Н. П. Осипов, который дал следующие письменные показания:
«1790 года, июля 17 дня.

Отставной поручик Николай Петров сын Осипов, на вопрос действительного статского советника Шешковского, объявил:

 

 Назад тому недели три или четыре приходил он в квартиру коллежского асессора Петра Богдановича для прошения

имеющегося на нём долгу за переводы с французского и немецкого на российский язык им, Осиповым, книг. И в то время Богданович спросил его, Осипова, нет ли у него книги, называемой „Путешествие из Петербурга в Москву“.

 На что он, Осипов, ему сказал, что у меня та книга была, но он для прочтения отдал её господину генерал-поручику

Николаю Ивановичу Ладыженскому. Богданович спросил: „где ты книгу достал?“ На что Осипов отвечал ему, что купил её в книжной лавке у купца Зотова за 2 р. 40 к. Богданович сказал на сие, что посылал к нему в лавку, но её не достал; также спрашивал и в доме у Радищева, но и там её не получил. Между тем говорил, что слышал он, будто та книга в Лейпциге на немецком языке — не помню — печатается или переводится. И после того он, Осипов, будучи в книжной лавке у купца Зотова, после того, как он, пропадавши несколько дней, явился, между разговорами пересказал ему слышанное им от Богдановича о печатании той книги в Лейпциге на немецком языке. Оная книга здесь или в других городах печатается или нет, он, Осипов, не знает и ни от кого не слыхал. Но судя по великому любопытству публики к той книге нельзя не сомневаться, что бы кто-нибудь из корыстолюбивых и завистливых типографщиков не вздумал её печатать.

 Службу он, Осипов, продолжал сначала лейб-гвардии в Измайловском полку солдатом и капралом; потом выпущен в

Володимирский пехотный полк прапорщиком, где был и подпоручиком. А после того в 1781 году, за болезнями отставлен на своё пропитание с награждением поручичья чина. Обучался на своём коште французскому и немецкому языкам, математике и архитектуре.

 О сем, исполняя волю её императорского величества, никому во всю свою жизнь объявлять не будет, в чём и подписуюсь

 поручик Николай Петров сын Осипов»
На допросе Осипов произвёл благоприятное впечатление и 24 декабря 1790 года был принят на службу в Главное Почтовое Правление, где именным указом от 2 сентября 1793 года был пожалован чином титулярного советника, а 16 декабря 1796 года пожалован в коллежские асессоры и определён в Секретную почтовую экспедицию и в Тайную канцелярию переводчиком. Осипов пользовался, видимо, покровительством своего начальника С. И. Шешковского, сыну которого посвятил две первые части «Вергилиевой Енейды, вывороченной наизнанку»
С 1798 года Осипов издавал журнал «Что-нибудь от безделья» (вышло 7 номеров), заполнявшийся исключительно статьями самого издателя, большая часть которых была нравоучительного характера («Дружба», «Счастье», «Постоянство», «Терпение», «Сатана»), произведениями и переводами, из которых заслуживают внимания очерк Осипова «Вольтер», «Послание Сервантеса к студентам», повесть «Видение тенерифского пустынника». В 1800 году журнал был переиздан в типографии СПб. губ. правления с дополнением ещё семнадцати номеров, видимо, по оставшимся после смерти Осипова рукописям.

## Творчество

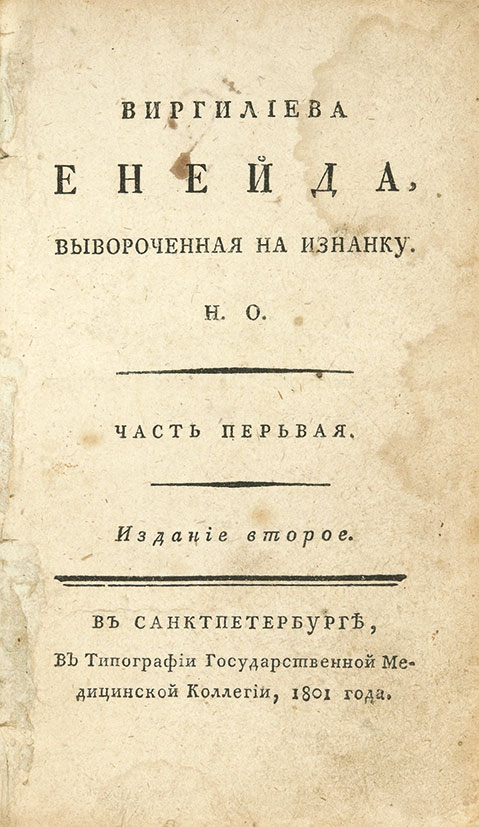
«Виргилиева Энеида, вывороченная на изнанку», второе издание 1801 год

Сочинения и переводы Осипова многочисленны и разнообразны. В перечне их есть переводы классических западных произведений, беллетристических, а также сочинений по домоводству: «Старинная русская ключница и стряпуха» (СПб., 1790), «Новейший и совершенный русский конский знаток» (1791), «Карманная книга сельского и домашнего хозяйства» (1791 и 1793) и др.

### «Вергилиева Энеида, вывороченная наизнанку»
Наибольшую известность Осипов приобрёл как автор бурлескной поэмы «Виргилиева Энеида, вывороченная наизнанку» (1791), после выхода первой части получившей в целом положительную оценку Н. М. Карамзина в рецензии, опубликованной в 1792 году. Поэма Осипова имела значительный успех, позднее как её вольное переложение была создана «Энеида» Ивана Котляревского (1798). В свою очередь, «Энеида» Осипова может быть названа переделкой или вольным переводом «Virgils Aeneis, travestiert» Блюмауэра, подражавшего «Le Virgile travesty en vers burlesques» Скаррона.
Осипов весьма близко следует за Блюмауэром, передавая последовательно его строфы в семь стихов своими строфами в десять и заменяя главным образом подробности немецкого быта подробностями быта русского. Некоторые эпизоды принадлежат самому Осипову и представляют собой, т. о., самостоятельную переделку «Энеиды» Вергилия. Осипов также устранил антиклерикальные элементы поэмы Блюмауэра и усилил комическую сторону. «Энеида» противостояла торжественным, парадным классическим эпопеям. Комический эффект достигался тем, что самые обыкновенные, в основном бытовые, смешные, события описывались в ней высоким «слогом». Для языка поэмы показательна ориентация на разговорную речь мещанского сословия и в какой-то мере на устную речь крестьянства.
После написания «Энеиды» Осипов приобрёл широкую известность. В книге «Описаніе столичнаго города Санкт-Петербурга» Иоганна Готлиба Георги за 1794 год в списке проживающих в Петербурге писателей на стр. 560 указано: «Осипов Ник. Переводчик при Почтамте, Виргилиева Енеида, вывороченная на изнанку.»

### Другие произведения
Несколько меньшим успехом, чем «Энеида», пользовались «Овидиевы любовные творения», переработанные Осиповым «во вкусе шутливой Энеиды» в 1798 году (изданы посмертно в 1803 году).
Среди сочинений Осипова — одна из ранних русских утопий «Несбыточные путешествия в небывалые стороны света» (1799), где сделана попытка нарисовать более справедливое общество, чем то, современником которого был автор.
Осиповым написаны, кроме того, следующие книги: «Не прямо в глаз, а в саму бров» (1790), где речь идёт о нравах и пороках общества, а в целом это пародия на «вымышленные» произведения; «Любопытный, загадчивый, угадчивый и предсказчивый месяцеслов на 1796 год и на следующие. Для молодых красавиц» (1795).
Из многочисленных переводов Осипова наиболее значительны «Английские письма, или Приключения госпожи Клевеландши, описанные ею самою» (1790—1791. Ч. 1—2; 2-е изд. 1794), «Достопамятная жизнь Клариссы Гарлов, истинная повесть» (1791—1792. Ч. 1—6) С. Ричардсона, «Неслыханный чудодей, или Необычайные и удивительнейшие подвиги и приключения храброго и знаменитого странствующего рыцаря Дон Кишота» (1791) М. Сервантеса, «Гонзальв Кордуанский, или Обратно завоёванная Гренада» (1793) Ж. Флориана. Осипову принадлежит также перевод переделанной Г.-А. Бюргером книги Р.-Э. Распе о Мюнхгаузене под названием «Не любо не слушай, а лгать не мешай» (1791).
В архиве Г. Р. Державина хранится список поэмы «Душенька. Древнее повествование в вольных стихах» — эротической переделки одноимённой поэмы Ип. Ф. Богдановича, приписанной Осипову.

## Послужной список и эпитафия
В бумагах Болховитинова (Публ. Библ. Погодинское собр., № 2009) сохранился послужной список Осипова, документирующий приведённые выше данные о прохождении им службы.
 1) Коллежский асессор Николай Петров сын Осипов. Умер 1799 Маия 19-го.

 2) Из приказных детей.

 3) 46 (лет).

 4) (Есть ли имение?) Не имеет.

 5) В службу вступил 1769 — генваря 13 лейб-гвардии в Измайловский полк солдатом, 1771-го капралом, потом по выпуске в армейские полки и 1773-го произведён прапорщиком, 1779 подпоручиком, 1780 за болезнию от воинской службы отставлен с награждением поручичьего чина, 1790-го декабря 24 по получении от болезни свободы определён в главное почтовое правление, где 1793-го сентября 2-го именным указом пожалован титулярным советником, 1796-го декабря 16-го коллежским асессором.

 6) (Был ли в походах против неприятеля?) Не был.

 7) (Был ли в штрафах, под следствием и судом?) Не был.

 8) (Был ли в отпусках?) —

 9) (Был ли в отставке?) Не был.

 10) Женат на иностранке Анне; детей не имеет.
Николай Петрович Осипов умер за неделю до рождения А. С. Пушкина

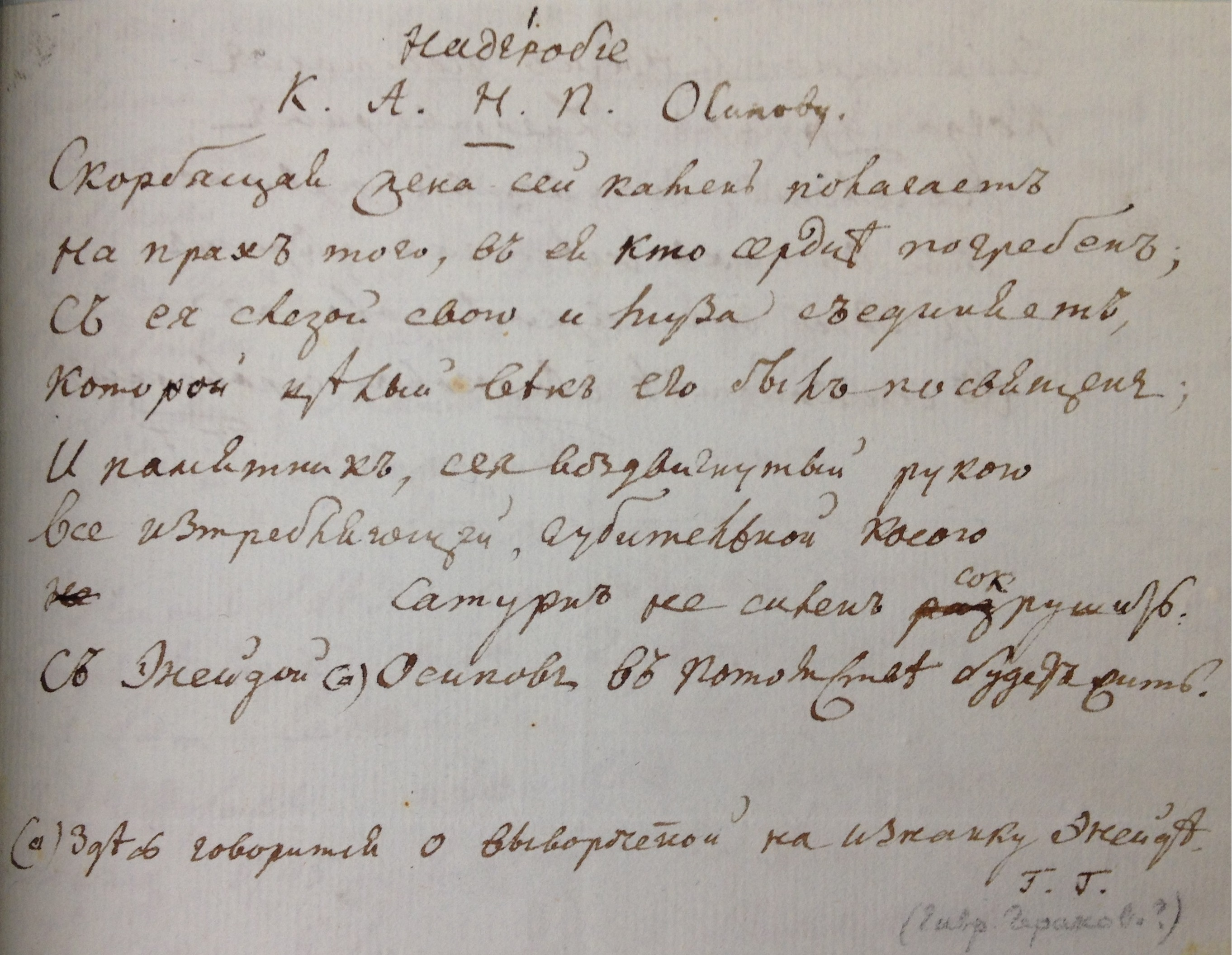
Эпитафия Николаю Петровичу Осипову 1799 год

В тех же бумагах Болховитинова сохранилась следующая стихотворная эпитафия:
 Надгробие к. а. Н. П. Осипову

 Скорбящая жена сей камень полагает

 На прах того, в ее кто сердце погребен;

 С ее слезой свою и муза съединяет,

 Которой целый век его был посвящен;

 И памятник, сея воздвигнутый рукою

 Всё истребляющей, губительной косою

 Сатурн не в силах сокрушить:

 С Энейдой Осипов в потомстве будет жить

 Г. Г.
Подпись чьей-то рукой расшифрована: Гавр. Гераков